# Barbares
Barbares is het zevende muziekalbum van de Franse muziekgroep Nemo. Het studioalbum bevat een mix tussen progressieve rock, fusion en folk. De verwachtingen waren (binnen het genre) hooggespannen na hun doorbraakalbums SI Partie 1 en 2. Over het algemeen vond men Barbares een gedegen opvolger. Het album is geen conceptalbum zoals haar voorgangers, maar behandelt wel een centraal thema: barbarij. Herkenpunt van de band is de scherpklinkende gitaarpartij van Louveton. Het album is grotendeels opgenomen gedurende de periode februari tot augustus 2008.

## Musici
- Guillaume Fontaine: toetsen, zang
- Lionel B. Guichard: basgitaar, zang
- Jean Baptiste Itier: slagwerk, zang
- Jean Pierre Louveton: gitaar, zang

## Composities
Alle composities komen van de band zelf, voornamelijk van Louveton en Fontaine.
1. L.d.i. (9.40)
2. 19:59 (6.46)
3. Le film de ma vie (7.40)
4. L'armée des ombres (10.02)
5. Faux semblants (7.59)
6. Barbares (deel 1-7) (25.52)

## Edition limité
Van het album verschenen 500 exemplaren als hebbedingetje; deze binnen een maand uitverkochte editie bevatte naast bovenstaand album een registratie van een deel van een concert dat Nemo op 17 maart 2007 gaf in Brives-Charensac, het schijfje heet SI Live. Deze versie verscheen al op 18 december 2008.

### Composities
1. Intro / Apprentis (5:52)
2. L'éternel Hiver (3:16)
3. Danse De La Pluie (Nowea Fridjiz) (2:35)
4. Pantins (4:45)
5. Sorciers (3:51)
6. Même Peau, Même Destin (9:12)
7. Digressions Sur l'homme Idéal (Inclus L'oeil Du Cyclope) (3:47)
8. L'homme Idéal Ii (4:11)
9. Ici, Maintenant (6:01)
10. Si (7:29)
11. Duo Rythmique (3:45)
12. Introduction À La Différence (4:29)
13. Les Enfents Rois (2:43)
14. Mégalomanie (3:36)
15. Présentations Et Adieux (1914) (6:22)

## Pech
Het studioalbum bevat in de laatste track een misprint. Tijdens het masteren van het album ging iets mis, Nemo was financieel niet draagkrachtig genoeg dit terug te draaien. Alle albums van de eerste persing hebben dus deze fout. De misser zit in de 22e minuut.